# Jean-Baptiste Miroudot du Bourg
Jean-Baptiste Miroudot du Bourg (Vesoul, 6 agosto 1722 – Parigi, 24 maggio 1798) è stato un vescovo cattolico francese.

## Biografia
Jean-Baptiste Miroudot du Bourg nacque a Vesoul il 6 agosto 1722.

### Formazione ministero sacerdotale
Nel 1741 entrò nell'abbazia di Morimond. In seguito venne trasferito in altri monasteri. Nel 1763 giunse nell'abbazia di Cîteaux. Nel 1771 partecipò come delegato al capitolo generale dell'Ordine cistercense.
Nel 1750 intraprese la coltivazione del Lolium multiflorum e di altre piante del genere Lolium e ne scrisse una guida che fu tradotta anche in tedesco.
Nel 1775 re Luigi XVI lo nominò console generale a Baghdad.

### Ministero episcopale
Il 15 aprile 1776 papa Pio VI lo nominò vescovo di Baghdad. Ricevette l'ordinazione episcopale il 23 giugno successivo dall'arcivescovo metropolita di Besançon Raymond de Durfort, co-consacranti il vescovo di Troyes Mathias Poncet de la Rivière e il vescovo titolare di Tricomia Pierre Joseph Perreau.
Dopo una lunga procrastinazione, nel 1781 partì alla volta di Baghdad in compagnia di suo nipote, Joseph de Beauchamp, che avrebbe operato come suo vicario generale ma anche come astronomo e corrispondente dell'Accademia francese delle scienze. Il vescovo trascorse un paio di mesi ad Aleppo, ma, citando motivi di salute, fece ritorno in Francia. Nel 1783 fu licenziato dall'incarico di console a Baghdad.
Dopo il 1789 entrò al servizio dei rivoluzionari e fu uno dei sette vescovi che prestarono giuramento alla Costituzione civile del clero. Il 24 febbraio 1791 assistette Charles-Maurice de Talleyrand-Périgord nella consacrazione dei primi due vescovi costituzionali e pertanto il 13 aprile successivo fu sospeso dal papa.
Morì in povertà nella notte tra il 23 e il 24 maggio 1798 all'ospedale degli inguaribili di Parigi all'età di 75 anni.

## Opere
- Mémoire sur le ray-grass ou faux-seigle. Nancy 1760 (Copia digitale)

## Genealogia episcopale
La genealogia episcopale è:
- Cardinale Guillaume d'Estouteville, O.S.B.Clun.
- Papa Sisto IV
- Papa Giulio II
- Cardinale Raffaele Sansone Riario
- Papa Leone X
- Papa Paolo III
- Cardinale Francesco Pisani
- Cardinale Alfonso Gesualdo di Conza
- Papa Clemente VIII
- Cardinale Pietro Aldobrandini
- Cardinale Laudivio Zacchia
- Cardinale Antonio Barberini, O.F.M.Cap.
- Cardinale Nicolò Guidi di Bagno
- Arcivescovo François de Harlay de Champvallon
- Arcivescovo Hardouin Fortin de la Hoguette
- Cardinale Henri-Pons de Thiard de Bissy
- Arcivescovo Charles-Antoine de la Roche-Aymon
- Arcivescovo Raymond de Durfort
- Vescovo Jean-Baptiste Miroudot du Bourg, O.Cist.